# Збарський Лев Борисович
Лев (повністю — Фе́лікс-Лев) Бори́сович Зба́рський (12 листопада 1931, Москва — 22 лютого 2016, Нью-Йорк, США) — російський художник. Син біохіміка Бориса Збарського. Брат біохіміка Іллі Збарського. Перший чоловік акторки Людмили Максакової.

## Біографічні відомості
Перший син від другого шлюбу Бориса Ілліча Збарського з Євгенією Борисівною Перельман (у шлюбі Збарська). Лев народився в листопаді 1931 року в Москві. Батько вирішив назвати сина іменем людини, яку він найбільше поважав. Оскільки таких людей було двоє — Лев Якович Карпов і Фелікс Едмундович Дзержинський, то сину дали подвійне ім'я — Лев-Фелікс .
У Тюмені проявив інтерес до малювання. Батько знайшов у місті художника, який упродовж кількох років давав хлопчикові уроки. Після школи вступив до поліграфічного інституту, де здобув фах художника-графіка (ілюстратора книжок) .
Сергій Довлатов у книзі «Соло на ундервуді» писав: «Особисто для мене хрущовська відлига почалася з малюнків Збарського. По-моєму, його ілюстрації до Олеші — вершина досконалості».
Поет та есеїст Анатолій Найман у книзі «Роман із Самоваром» зазначив: «Лев Борисович Збарський як художник, а саме, як графік, був із самого початку на видноті. Прославився він птахом на обкладинці книги Олеші, вихід якої 1956 року викликав фурор».
Художник-постановник анімаційних фільмів:
- «Баня» (1962),
- «Москвичок» (1963),
- «Страна Оркестрия» (1964).

1972 року Лев Збарський емігрував  до Ізраїлю, звідти переїхав до США. Анатолій Найман так пояснив причину цього вчинку: «Він емігрував, коли мав успіх, майстерню в центрі Москви, дачу в Срібному бору, був оточений друзями, яскравими людьми, красивими жінками. Просто від нудьги, від загальної сірості життя, від запертості, заборон, недосяжності закордону. Замість радянської передбачуваної кар'єри віддав перевагу тамтешній невідомості, яка зате давала вільність і незалежність».
Балерина Майя Плісецька полюбляє розповідати таку історію про Збарського. Одного разу він намалював чорта, а йому сказали: «Ваш чорт занадто модерністський». Збарський відповів: «Я намалюю реалістично, ви тільки надайте натуру» .